# Chicos de Barrio
Chicos de Barrio es un grupo musical mexicano formado en Torreón, Coahuila, México en 1995. Se encuentra integrada por una docena de músicos. Su estilo de música se clasifica como latina de estilo tropical e incluye pop, urbana, cumbia y vallenato en su repertorio.

## Discografía
- A Bailar Werequeque (1994) (Grupo Everest)
- Triste Lagunera (1995) (Chicos De Barrio)
- Te Invito A Bailar (1996)
- Salió Mejor (1997)
- En Tu Corazón (1998)
- Vato Loco (1999)
- La  Lola (2000)
- Dominando Y Controlando (2001)
- En La Esquina (2002)
- Barrio Mix (2003)
- Reggae Hop (2004)
- Puros Vatos...Choca Y Rebota (2005)
- Década (2006)
- The Best Of Da Comark (2007)
- Güe Güe Güepa (2008)
- Sibirikipau (2009)
- XV Aniversario Vol. 1 (2010)
- XV Aniversario Vol. 2 (2010)
- Anécdotas Del Barrio (2011)
- Me Marcho Pero No Me Voy (2012)
- Los Barrios De La Comarca Lagunera (2013)
- Juntos Por Siempre (2014)
- La Unión Hace La Cumbia (2015)
- La Mara Salvatrucha (2016)
- Vaya Vaya (2017)
- Evolution (2018)
- Los Cholos Han Regresado (2019)
- XXV Aniversario Tributo A Los Bukis (2020)
- Unidos Salimos Adelante (2021)
- Los Reyes De La Cumbia Lagunera (2022)
- Ya Te La Sabes (2023)
- Más Vale Cholo Que Mal Acompañado (2024)
- XXX Aniversario De Los Únicos Y Originales Chicos De Barrio (2025)

## Agrupaciones Relacionadas
- Los Capi

- Discografía
- Me Acuerdo De Ti (2000)
- Son Una Bomba (2001)
- La Mera Vena (2002)
- Ritmo Urbano (2003)
- Con Todo El Sabor (2004)
- Comunication (2005)
- La Onda Retro (2006)
- Capi Fussion (2007)
- Muévete (2008)
- Prendete (2009)
- La Guachinanga (2010)
- Me Dejó Solito (2011)
- Vamonos Rikis (2012)
- Mueve Tu Pompi (2013)
- Bailando Por Ahí (2014)
- Y Llegaron Los Capi (2015)
- La Nueva Era (2016)
- Subeme La Radio (2017)
- Tirando Barrio Machín (2018)
- Química De Amor (2019)
- La Pandemia Cumbiambera (2020)
- Regresamos Más Fuertes (2021)
- La Onda Retro ll (2022)
- De Rol En Mi Ranfla (2023)
- 24 Aniversario Éxitos Del Ayer (2024)

- Los Cuchos Boys
- Discografía
- Mi Nuevo Estilo (2004)
- Me Quieren Poner (2005)
- Kumbia Progresiva (2006)
- No Hay Manera (2007)
- Y Llegó El Sabor (2008)
- Cuchos X2 (2009)
- La Nueva Fussion (2010)
- Para Todos Los Barrios (2012)
- Cuchos Evolución (2014)

## Gira internacional
- México
- Estados Unidos
- Canadá
- Colombia
- Venezuela
- Ecuador
- Argentina
- Brasil
- Chile
- Panamá
- Costa Rica
- Cuba
- Puerto Rico
- República Dominicana
- Honduras
- Guatemala
- El Salvador
- Nicaragua

## Invitados en televisión
Televisa
- Hoy
- Vida TV
- En Familia Con...chabelo
- Sabadazo
- Se Vale
- Cuéntamelo Ya
- La Noches Con...coque muñiz
- No Manches
- Otro Rollo
- Turnocturno
- La Oreja
- Con Todo
- Guerra de Chistes
- Las Lavanderas
- Platanito Show
- El Show de Oscar Burgos

TV Azteca
- Venga La Alegría
- Ventaneando
- Tempranito
- Corazón Grupero
- Enamorandonos
- Noches Con...la chicuela
- Historias Engarzadas
- Detrás del Mito
- Una Tras Otra

Multimedios
- Mira Que Bonito
- Gruperisimo
- Night Show
- Super Clásico
- Las Noches del Fútbol
- Es Show
- Acabatelo
- PGB
- El Show de Belly Y Beto
- La Casa de las Muñequitas
- Tiempo Mágico
- Los Payasonicos
- Volumen 3
- Taller Abierto
- Premios Fama
- Hey Familia
- Viva La Vi
- Noches Con Fematt

## Discos Oro y Platino
En el año 2001 y 2002 Chicos del Barrio ganaron dos discos de oro y de platino con los álbumes Dominando Y Controlando & En La Esquina ganaron dos de platino y dos de oro con los éxitos El Baile del Gavilán & Mucha Lucha éxitos que le dieron la vuelta al mundo

## Integrantes
- Dimas (vocalista) (1995 - presente) (Torreón Coahuila)
- Samy (vocalista) (2017 - presente) (Monclova Coahuila)
- Cherry (guitarra) (2024 - presente) (Torreón Coahuila)
- Pedro (bajo) (2017 - presente) (San Pedro Coahuila)
- Ponchito (acordeón) (2020 - presente) (San pedro Coahuila)
- Miklo (teclado) (2016 - presente) (Torreón Coahuila)
- Panchito (congas) (2017 - presente) (Matamoros Coahuila)
- Poncho (batería) (2020 - presente) (Gomez Palacio)
- Freddy (trompeta) (2017 - presente) (Torreón Coahuila)
- Carlos (saxofón) (2017 - presente) (Torreón Coahuila)
- Memo (trompeta) (2017 - presente) (Torreón Coahuila)
- Yael (güiro) (2021 - presente) (Torreón Coahuila)

Antiguos 
- Yiyo (teclado) (1995 - 2015) (Torreón Coahuila)
- Susana † (vocalista) (1995 - 2016) (Torreón Coahuila) ya fallecida.[2]
- Nicho Colombia (acordeón y coros) (1995 - 2019) (Bogotá Colombia)
- Poncho (guitarra) (1995 - 2019) (Torreón Coahuila)
- Capi (batería) (1995 - 1999) (Gomez Palacio)
- Sigua † (congas) (1995 - 1999) (Gomez Palacio)
- Quiro (bajo) (1995 - 1999) (Gomez Palacio)
- Juanito (trompeta) (1995 - 1999) (Gomez Palacio)
- Gera (trompeta) (1995 - 2004) (Matamoros Coahuila)
- Sergio (saxofón) (1995 - 1999) (Torreón Coahuila)
- Richie (saxofón) (1995 - 1999) (Matamoros Coahuila)
- Pavas (güiro) (1995 - 1999) (Gomez Palacio)
- Logan + (congas) (2000 - 2004) (Torreón Coahuila)
- Parre (batería) (2000 - 2004) (Torreón Coahuila)
- Vitro (güiro) (2000 - 2020) (Torreón Coahuila)
- Cucho (saxofón) (2000 - 2004) (Torreón Coahuila)
- Beto (saxofón) (2000 - 2015) (Torreón Coahuila)
- Tomy (batería) (2005 - 2015) (Torreón Coahuila)
- Choco (trompeta) (2005 - 2016) (Torreón Coahuila)
- Pájaro (batería) (2016 - 2019) (Torreón Coahuila)
- Charly (saxofón) (2005 - 2016) (Torreón Coahuila)
- Loton (congas) (2005 - 2016) (Torreón Coahuila)
- Meny (bajo) (2000 - 2016) (Torreón Coahuila)
- Beto (guitarra) (2020 - 2024) (Gomez Palacio)